# 매기 시프
매기 시프(Maggie Siff, 1974년 7월 21일 ~ )는 미국의 배우이다.

## 출연 작품
- 더 숏 히스토리 오브 더 롱 로드 (2019)
- 원 퍼센트 모어 휴미드 (2017)
- 스위트 라이프 (2016)
- 어 우먼, 어 파트 (2016)
- 빌리언스 (2016)
- 제5침공 (2016)
- 썬즈 오브 아나키 6 (2013)
- 매드 맨 6 (2013)
- 커피 한잔이 섹스에 미치는 영향 (2013)
- 매드 맨 5 (2012)
- 리프 오브 그래스 (2009)
- 퍼니 피플 (2009)
- 푸시 (2009)
- 선스 오브 아나키 (2008)
- 라이프 온 마스 (2008)
- 그레이 아나토미 시즌4 (2007)
- 매드 맨 1 (2007)
- 덴 쉬 파운드 미 (2007)
- 마이클 클레이튼 (2007)
- 레스큐 미 시즌1 (2004)
- 닙턱 (2003)